# Justin Bieber
Justin Drew Bieber (/ˈbiːbər/ bee-bər, født 1. marts 1994) er en canadisk pop-/R&B-sanger, sangskriver og skuespiller. Bieber blev opdaget i 2008 af Scooter Braun, som så en af Biebers videoer på YouTube, og som senere blev hans manager. Braun arrangerede et møde med Usher for ham i Atlanta, Georgia, og Bieber blev hurtigt knyttet til Raymond Braun Media Group (RBMG), som er et joint venture mellem Braun og Usher, og tegnede derefter hurtigt en kontrakt med Island Records, som blev tilbudt af L.A. Reid.
Biebers debutsingle, "One Time", blev udgivet på verdensplan i 2009 og toppede på top-ti i Canada og på top-30 på flere internationale markeder. Hans debut-udgivelse, My World, blev udgivet den 17. november 2009 og opnåede platin i USA. Han blev den første musiker, der havde syv sange fra sit debutalbum på Billboard Hot 100.
Biebers første fulde studie-udgivelse, My World 2.0, blev udgivet den 23. marts 2010 og gik direkte ind som nummer et og i top ti i flere lande og opnåede platin i USA. Den blev efterfulgt af den verdensomspændende top-ti single, "Baby", i januar 2010. Musikvideoen til "Baby" er i øjeblikket rangeret som den mest sete og mest omdiskuterede YouTube video og var den mest dislikede, indtil den blev passeret af Rebecca Blacks sang "Friday". Bieber fulgte op på udgivelsen af sit debutalbum med sin første turné, My World Tour, remix albummet My Worlds Acoustic og Never Say Never – The Remixes, og 3D-koncertfilmen Justin Bieber: Never Say Never – som havde en åbnings-weekend, som næsten tangerede rekorden for en koncertfilms åbnings-weekend. Bieber udgav sit andet studiealbum, Under the Mistletoe, i november 2011, som gik direkte ind som nummer et på Billboard 200.
Gennem hele Biebers vej til berømmelse er han blevet nomineret og tildelt adskillige udmærkelser. Bieber vandt Artist of the Year under American Music Awards of 2010 og er blevet nomineret til Best New Artist og Best Pop Vocal Album til den 53. Grammy Awards. Bieber betragtes som et teen idol og har både været genstand for anerkendelse fra fans og kritiseret for sin popularitet og sit image.

## Tidlige liv
Bieber blev født den 1. marts, 1994, i London, Ontario og voksede op i Stratford, Ontario. Biebers mor, Patricia Lynn "Pattie" Mallette var, 18 da hun blev gravid med ham. Hans mor er af Fransk-canadisk afstamning. Mallette, kom oprindeligt fra Stratford, og opdrog sin søn sammen med sine forældre, Bruce og Diane. Mallette, arbejdede med en række underbetalte kontorjobs, og opdrog Bieber som enlig mor i lavindkomstkvarter. Bieber har fastholdt kontakten med sin far, Jeremy Jack Bieber, som nu er gift med en anden kvinde og har to børn. Biebers oldefar på sin fars side var en tysk immigrant i Canada. Bieber gik på en tosproget-skole ved navn Stratford school Jean Sauve.
I løbet af sin barndom, var Bieber interesseret i hockey, fodbold, og skak; Han holdt ofte sine musikalske ambitioner for sig selv. Da han voksede op, lærte Bieber sig selv at spille klaver, trommer, guitar og trompet. I begyndelsen af 2007, hvor han var 12, sang Bieber Ne-Yo's "So Sick" i en lokal sangkonkurrence i Stratford og kom på en andenplads. Mallette lagde hans optræden på YouTube, for at hans venner og familie kunne se den. Hun fortsatte med at uploade videoer, af Bieber der sang coverversioner af forskellige R&B-sange, og Biebers popularitet på hjemmesiden voksede. Chris Hicks, Biebers A&R hos Island/Def Jam, forklarede den unge kunstners enorme kultstatus online til HitQuarters med følgende ord:
"Han gjorde noget andet. Han var en attraktiv hvid dreng, som sang meget sjælfulde R&B-hits. Det gjorde ham forskellig fra alle andre, fordi at der ikke var nogen, der dækkede eller sang den slags optagelser. Men lige så vigtigt var, at man troede på disse sange – det var ægte. Og du ønskede at høre mere."

## Karriere

### 2008-09: Karriere begyndelser ogMy World
Mens han var ved at søge videoer fra en anden sanger, kom Scooter Braun, en tidligere marketingschef for So So Def, til at klikke på en af Biebers videoer fra 2007, ved et uheld. Imponeret over det han havde set, fandt Braun teateret hvor Bieber optrådte, fandt ud af hvor Biebers skole lå, og til sidst kontaktede han Mallette. Mallette var tilbageholdende på grund af Brauns jødiske religion; hun husker, at hun bad, "Gud, jeg gav ham til dig. Du kunne have fundet en kristen mand, et kristent pladeselskab! ... Du vil vel ikke have denne her jødiske knægt skal hjælpe Justin, vil du?" Efter, at havde bedt sammen med de ældre fra sin kirke og modtaget deres opmuntring, tillod hun Braun at flyve sammen med Bieber, i en alder af 13, til Atlanta, Georgia, for at optage et demobånd. En uge efter ankomsten, sang Bieber for R&B singer/songwriter, Usher. Bieber blev hurtigt signet til Raymond Braun Media Group (RBMG), et joint venture mellem Braun og Usher. Justin Timberlake har også været nævnt i kapløbet om at signe Bieber, men han tabte slaget til Usher. Usher efterspurgte derefter hjælp til at finde et pladeselskab til Bieber, hos sin daværende manager Chris Hicks, som hjalp med at lave en audition med hans kontakt Antonio L.A. Reid hos Island Def Jam Music Group. Reid signerede Bieber på Island Records i oktober 2008 (hvilket resulterede i et joint venture mellem RBMG og Island Records) og udnævnte Hicks til vicepræsident i Def Jam, hvor han var i stand til at styre Biebers karriere hos selskabet. På dette tidspunkt flyttede Bieber og hans mor midlertidigt til Atlanta, hvor Usher og Braun også boede, for at påbegynde optagelsen, samt få rådgivning fra Braun som senere blev Biebers manager.
Biebers første single, "One Time", blev udgivet til radioen, mens Bieber stadigvæk var ved at indspille sit debutalbum. Sangen endte som nr. 12 på Canadian Hot 100 i løbet af sin første uge efter udgivelsen i juli 2009, og toppede senere som nr. 17 på Billboard Hot 100. I løbet af efteråret 2009, havde sangen succes på de internationale markeder. Sangen blev certificeret Platin i Canada og USA og Guld i Australien og New Zealand. Biebers første udgivelse, en EP med titlen My World, blev udgivet den 17. november, 2009. Albummets anden single, "One Less Lonely Girl", og to promotion singler, "Love Me", og "Favorite Girl", blev kun udgivet på iTunes Store, og kom indenfor top-40 på Billboard Hot 100. "One Less Lonely Girl" blev senere også udgivet til radio og toppede indenfor top-15 i Canada og USA, hvor den i USA blev certificeret Guld. My World blev til sidst, certificeret med Platin i USA, og Dobbelt-Platin i både Canada og Storbritannien. For at promovere albummet optrådte Bieber på adskillige live shows såsom mtvU's VMA 09 Tour, (i europa) The Dome, YTV's The Next Star, The Today Show, The Wendy Williams Show, Lopez Tonight, The Ellen DeGeneres Show, It's On with Alexa Chung, Good Morning America, Chelsea Lately, og BET's 106 & Park sammen med Rihanna. Bieber har også gæsteoptrådt i en episode af True Jackson, VP i slutningen af 2009.
Bieber optrådte med Stevie Wonders "Someday at Christmas" for USA's præsident Barack Obama og førstedame Michelle Obama i det Hvide Hus i Christmas in Washington, som blev sendt den 20. december, 2009, af den amerikanske tv-kanal TNT. Bieber, var også en af de musikere, som optrådte i Dick Clarks New Year's Rockin' Eve with Ryan Seacrest den 31. december, 2009. Bieber var også repræsenteret ved den 53. Grammy Awards den 31. januar, 2010. Han blev inviteret til at synge med på den nye version af We Are The World (en sang skrevet af Michael Jackson og Lionel Richie) til sangens 25-års-jubilæum som støtte til Haiti efter jordskælvet. Bieber synger åbningslinjen, som blev sunget af Lionel Richie i den originale. Den 12. marts, 2010, blev en version af K'naans "Wavin' Flag" udgivet af forskellige canadiske musikere kendt som Young Artists for Haiti. Bieber er med i denne sang, hvor han synger de afsluttende linjer.

### 2010-11:My World 2.0,Never Say Never-filmen, ogUnder the Mistletoe
En halvt biografisk, halvt koncertfilm i 3-D med Bieber ved navn Justin Bieber: Never Say Never, blev udgivet den 11. februar, 2011, instrueret af Step Up 3D-instruktøren Jon Chu. Den toppede på åbningsdagen med en anslået indtjening på $12.4 million fra 3,105 biografer. Den indtjente $30.3 millioner hele weekenden og blev kun lige slået af den romantiske komedie Just Go with It, som indtjente $31 millioner. Never Say Never siges af have oversteget branchens forventningerne ved næsten at matche de $31.1 millioner i indtjening af Miley Cyruss 3-D-koncertfilm fra 2008, Hannah Montana & Miley Cyrus: Best of Both Worlds Concert, som har rekorden for debut for en musik-dokumentarfilm. Filmen blev ledsaget af hans andet remix album, Never Say Never – The Remixes, som blev udgivet den 14. februar, 2011, og indeholder remix af sange fra hans debutalbum, med gæsteoptrædener af bl.a Miley Cyrus, Chris Brown, og Kanye West.
Den 27. februar, 2011, deltog Bieber ved Vanity Fair Oscar Party 2011 sammen med den amerikanske skuespiller og sanger Selena Gomez, hvilket bekræftede flere måneders spekulationer i medierne om et romantisk forhold mellem parret.
I juni 2011, blev Bieber placeret som nummer 2 på Forbes liste over de bedst betalte berømtheder under 30. Han er den yngste stjerne og 1 ud af 7 musikere på listen med en indtjening på $53 millioner i løbet af en periode på 12 måneder. Den 1. november, 2011, udgav Bieber Under the Mistletoe, hans andet studiealbum. Den debuterede som nummer et på Billboard 200, og solgte 210,000 eksemplarer den første uge af udgivelsen.

### 2012–:Believe
I slutningen af 2011 begyndte Bieber at indspille sit tredje studiealbum ved navn Believe. Kanye West og Drake er bekræftet til at være med på albummet. Den 22. februar, 2012, annoncerede Bieber via Twitter at den første single fra Believe ville blive udgivet i marts 2012. Den efterfølgende uge optrådte Bieber på The Ellen DeGeneres Show for at annoncere at den første single kommer til at hedde Boyfriend og vil blive udgivet den 26. marts, 2012. Sangen blev co-skrevet af Mike Posner.

## Image
The Observer, en avis i Storbritannien, offentliggjorde en rapport der angiver at Justin Bieber, er mere indflydelsesrig på de sociale netværk end Barack Obama og The Dalai Lama. Ifølge Jan Hoffman fra The New York Times, stammer en del af Biebers popularitet fra hans YouTube-kanal. Længe før han udgav sin EP, My World, i midten af november, havde YouTube-videoerne allerede fået flere millioner visninger. Braun anerkender hans popularitet. Inden han fløj til Atlanta, ønskede Braun først at "gøre ham større på YouTube" og fik Bieber til at optage flere hjemmevideoer til kanalen. "Jeg sagde: 'Justin, syng som om der ikke er nogen der lytter. Men lad os ikke bruge dyre kameraer. Vi giver det til de unge, og lad så dem gøre arbejdet, så de føler det er deres", mindes Braun. Bieber fortsætter med at uploade videoer på kanalen og har åbnet en Twitter-profil, hvorfra han interagerer med sine fans regelmæssigt; i november 2010, havde han over 6 millioner tilhængere. Siden da har han gennemsnitligt fået 24,000 nye følgere pr. dag. Profilerne er også blevet oprettet med henblik på markedsføring; for eksempel, begyndte Biebers musikvideo til "One Time" først for alvor at sælge efter den blev lagt op på YouTube.
Usher har udtalt at han havde samme alder som Bieber, da han blev opdaget, "Jeg var været nødt til langsomt at arbejde mig til succes, mens det er sket meget pludseligt for Bieber." Som et resultat deraf begyndte, Usher, Braun, Biebers bodyguard Kenny, og andre voksne omkring Bieber, konstant at vejlede ham, i håndteringen af hans berømmelse og offentlige image. Efter at have underskrevet kontrakt med Bieber, udnævnte Usher, en af hans tidligere assistenter Ryan Good, til at være Biebers tour-manager og stylist. Good er blevet kaldt Biebers "swagger-træner" og har udviklet et moderne look til sangeren, der består af baseballkasketter, hættetrøjer, hundetegn-halskæder og farvestrålende kondisko. Amy Kaufman fra The Los Angeles Times udtalte, "Selvom han er et barn af en middelklasse-forstadsopvækst i Stratford, Ontario, viser Biebers tøjstil og måden han taler på ("Wassup man, how you doin'?" eller "It's like, you know, whateva' ") at han forstår at efterligne hans favoritrappere."
Bieber optræder ofte i teen magasiner såsom Tiger Beat, og er blevet betegnet som en "teen hjerteknuser". Bieber har udgivet en samling af neglelak for at øge bevidstheden omkring velgørenhed. Voksstatuer af Bieber er udstillet på Madame Tussauds-voksmuseer i New York, Amsterdam og London. Han ændrede sin frisure i 2010, og de efterfølgende ændringer af Biebers produkter, førte til at det blev kaldt 'den dyreste musikalske frisure nogensinde; Et legetøjsfirma brugte $100,000 på at få ændret deres Bieber-dukker op til julesalget 2011.
Bieber er blevet kritiseret for at se og lyde yngre end hans alder, hans teen-pop-musik, image, og hyppige medieopmærksomhed. Han er ofte et mål for internet-bloggere og forum-skribenter, primært brugere af forummet 4chan og brugere af YouTube. Nick Collins fra The Daily Telegraph har spekuleret i om "Biebers karakter også rammer en særlig bitter tone med hans internetkritik, med mange kommentarer om hans ungdommelige fremtræden, hans teen-pop-sange, hans image som en hjerteknuser for unge teenagepiger og måden han taler på".

### Religiøse, moralske og politiske holdninger
Bieber er kristen. Han sagde, at han har et forhold til Jesus, han taler til ham og "han er grunden til jeg er her".
Biebers kommentarer i en profil i Rolling Stone i februar 2011 udløste kontroverser. Da han blev spurgt, om en person skal vente indtil ægteskabet til at have sex, svarede han, "Jeg tror ikke, du skal have sex med nogen, medmindre du elsker dem." Adspurgt om hans holdning til abort, sagde Bieber, at han ikke "tror på abort" og at det er "som at dræbe en baby". Da han blev spurgt om abort i tilfælde af voldtægt, sagde han, "Tja, jeg tror at, det er virkeligt trist, men alt sker af en grund. Jeg ved ikke, hvilken grund det ville være. Jeg har ikke selv været i sådan en situation, så jeg ville ikke være i stand til at bedømme det." I det samme interview, udtalte Bieber sig om homoseksualitet og erklærerede, at "Det er hver mands egen beslutning, om de vil være homoseksuelle. Det berører ikke mig og burde ikke berøre nogen andre", mens Rolling Stone kommenterer med, "Det er ikke klart, om han agtede at mærke homoseksualitet som et livsstils-valg.", Bieber har imidlertid også bidraget til It Gets Better Project, et projekt startet som reaktion på Billy Lucases selvmord, en teenager der var mål for antihomoseksuel mobning.
Bieber har sagt at han ikke er interesseret i at få amerikansk statsborgerskab, hvor han samtidig roste Canada som værende " det bedste land i verden", med henvisning til sundhedssystemmet som et eksempel. Han støtter også USA's præsident Barack Obama.

## Beliebers
Beliebers er en betegnelse for meget dedikerede fans af den canadiske popsanger Justin Bieber. Fanbasen har eftersigende eksisteret siden slutningen af 2008, og Bieber har angiveligt den største fanskare i verden. Ordet "Belieber" er en sammentætning af ordet "believer" og "Bieber".

## Privatliv

### Forhold
I marts 2011 bekræftede Bieber, at han dater sangeren og skuespilleren Selena Gomez.
Den 7. juli 2018 blev Bieber forlovet med den amerikanske model og tv-personlighed Hailey Baldwin. Den 23. november 2018, bekræftede Bieber, at han er gift med Baldwin.

### Trafikuheld
Den 30. august 2011 kom det frem, at Bieber havde været involveret i et mindre trafikuheld med sin Ferrari og en Honda Civic. Ingen skader blev rapporteret, men Bieber kørte angiveligt street racing med hip-hop og rockmusikeren Everlast lige inden uheldet.

## Diskografi
- My World 2.0 (2010)
- Under the Mistletoe (2011)
- Believe (2012)
- Purpose (2015)
- Changes (2020)
- Justice (2021)

## Turneér
- 2009: Urban Behavior Tour
- 2010–2011: My World Tour

### Film og TV
| År        | Titel                          | Rolle                | Noter                                                           |
| --------- | ------------------------------ | -------------------- | --------------------------------------------------------------- |
| 2010      | Cubed                          | Pizzi's bedste ven   | TV-serie (en episode)                                           |
| 2010-2011 | CSI: Crime Scene Investigation | Jason McCann         | TV-serie (to episoder: "Shock Waves" og "Targets of Obsession") |
| 2011      | Justin Bieber: Never Say Never | Ham selv             |                                                                 |
| 2012      | Men in Black 3                 | Alien on TV Monitors | Ukrediteret Gæsterolle                                          |
| 2012      | Katy Perry: Part of Me         | Ham selv             | Gæsteoptræden                                                   |
| 2012      | Zendaya: Behind the Scenes     | Ham selv             | Gæsterolle                                                      |

### Gæsteoptrædener
| År   | Titel                                      | Rolle                  | Noter                                                            |
| ---- | ------------------------------------------ | ---------------------- | ---------------------------------------------------------------- |
| 2009 | True Jackson, VP                           | Himself                | TV-serie (en episode)                                            |
| 2009 | My Date With...                            | Ham selv               | Gæstestjerne                                                     |
| 2010 | Silent Library                             | Ham selv               | TV-serie (en episode)                                            |
| 2010 | School Gyrls                               | Ham selv               | Gæsteoptræden                                                    |
| 2010 | Saturday Night Live                        | Optræden               | Sæson 35, episode 18                                             |
| 2010 | American Idol                              | Optræden               | Sæson 9, episode 40                                              |
| 2010 | Hubworld                                   | Gæstestjerne           | Sæson 1, episode 1                                               |
| 2010 | The X Factor (UK)                          | Optræden               | Sæson 7, uge 8                                                   |
| 2011 | Extreme Makeover: Home Edition             | Gæstestjerne           |                                                                  |
| 2011 | Khloé & Lamar                              | Ham selv (ukrediteret) | TV-serie (en episode: "The Father in Law")                       |
| 2011 | Dancing with the Stars                     | Optræden               | Week 7 Result Show                                               |
| 2011 | So Random!                                 | Himself                |                                                                  |
| 2011 | Disney Parks Christmas Day Parade          | Gæstestjerne           | Optrådte i Walt Disney World Resort                              |
| 2011 | The X Factor UK                            | Optræden               | Sæson 8, uge 9                                                   |
| 2011 | The X Factor USA                           | Optræden               | Sæson 1, uge 9, finalen                                          |
| 2012 | Punk'd                                     | Punker                 | TV-serie (en episode: "Taylor Swift, Rob Dyrdek, Sean Kingston") |
| 2012 | Dancing with the Stars                     | Optræden               | Week 1 Result Show                                               |
| 2012 | Make Your Mark: Shake It Up Dance Off 2012 | Gæst                   |                                                                  |
| 2013 | Saturday Night Live                        | Ham selv               | Vært og gæst                                                     |
| 2013 | The Simpsons                               | Himself (voice)        | Cameo                                                            |

## Priser og nomineringer
| År   | Nomineret værk                   | Pris                            | Kategori                                      | Resultat  |
| ---- | -------------------------------- | ------------------------------- | --------------------------------------------- | --------- |
| 2010 | Ham selv                         | American Music Awards           | Artist of the Year                            | Vundet    |
| 2010 | Ham selv                         | American Music Awards           | Favorite Pop/Rock Male Artist                 | Vundet    |
| 2010 | Ham selv                         | American Music Awards           | T-Mobile Breakthrough Artist                  | Vundet    |
| 2010 | My World 2.0                     | American Music Awards           | Favorite Pop/Rock Album                       | Vundet    |
| 2010 | Ham selv                         | BET Awards                      | Best New Artist                               | Nomineret |
| 2010 | My World 2.0                     | Juno Awards                     | Album of the Year                             | Nomineret |
| 2010 | My World 2.0                     | Juno Awards                     | Pop Album of the Year                         | Nomineret |
| 2010 | Ham selv                         | Juno Awards                     | New Artist of the Year                        | Nomineret |
| 2010 | Ham selv                         | Meus Prêmios Nick Awards        | Favorite International Artist                 | Vundet    |
| 2010 | Ham selv                         | MTV Brazil Music Awards         | International Artist                          | Vundet    |
| 2010 | Ham selv                         | MTV Europe Music Awards         | Best New Act                                  | Nomineret |
| 2010 | Ham selv                         | MTV Europe Music Awards         | Best Male                                     | Vundet    |
| 2010 | Ham selv                         | MTV Europe Music Awards         | Best Push Act                                 | Vundet    |
| 2010 | Ham selv                         | MTV Video Music Awards          | Best New Artist                               | Vundet    |
| 2010 | Ham selv                         | Much Music Video Awards         | UR FAVE: New Artist                           | Vundet    |
| 2010 | "Baby"                           | Much Music Video Awards         | UR FAVE: Canadian Video                       | Vundet    |
| 2010 | "Baby"                           | Much Music Video Awards         | International Video of the Year by a Canadian | Vundet    |
| 2010 | "One Time"                       | Much Music Video Awards         | International Video of the Year by a Canadian | Nomineret |
| 2010 | "One Time"                       | Myx Music Awards                | Favorite International Video                  | Vundet    |
| 2010 | Ham selv                         | Teen Choice Awards              | Choice Music: Male Artist                     | Vundet    |
| 2010 | Ham selv                         | Teen Choice Awards              | Choice Music: Breakout Artist Male            | Vundet    |
| 2010 | Ham selv                         | Teen Choice Awards              | Choice Summer Music Star: Male                | Vundet    |
| 2010 | Ham selv                         | Teen Choice Awards              | Choice Fanatic Fans                           | Nomineret |
| 2010 | My World 2.0                     | Teen Choice Awards              | Choice Music: Pop Album                       | Vundet    |
| 2010 | Ham selv                         | TRL Awards                      | Best International Act                        | Vundet    |
| 2010 | Ham selv                         | World Music Awards              | Best Pop Act                                  | Nomineret |
| 2010 | Ham selv                         | World Music Awards              | Best New Artist                               | Nomineret |
| 2010 | Ham selv                         | Young Hollywood Awards          | Newcomer of the Year                          | Vundet    |
| 2011 | Ham selv                         | Brit Awards                     | International Breakthrough Artist             | Vundet    |
| 2011 | Ham selv                         | Grammy Awards                   | Best New Artist                               | Nomineret |
| 2011 | My World 2.0                     | Grammy Awards                   | Best Pop Vocal Album                          | Nomineret |
| 2011 | Ham selv                         | Juno Awards                     | Artist of the Year                            | Nomineret |
| 2011 | Ham selv                         | Juno Awards                     | Fan Choice Award                              | Vundet    |
| 2011 | My World 2.0                     | Juno Awards                     | Album of the Year                             | Nomineret |
| 2011 | My World 2.0                     | Juno Awards                     | Pop Album of the Year                         | Vundet    |
| 2011 | Ham selv                         | People's Choice Awards          | Favorite Breakout Artist                      | Nomineret |
| 2011 | "Baby"                           | People's Choice Awards          | Favorite Music Video                          | Nomineret |
| 2011 | Ham selv                         | Nickelodeon Kids' Choice Awards | Favorite Male Singer                          | Vundet    |
| 2011 | "Baby"                           | Nickelodeon Kids' Choice Awards | Favorite Song                                 | Vundet    |
| 2011 | Ham selv                         | NME Awards                      | Villain Of The Year                           | Nomineret |
| 2011 | Ham selv                         | NME Awards                      | Least Stylish                                 | Vundet    |
| 2011 | My World                         | NME Awards                      | Worst Album                                   | Vundet    |
| 2011 | Ham selv                         | Billboard Music Awards          | Top Artist                                    | Nomineret |
| 2011 | Ham selv                         | Billboard Music Awards          | Top New Artist                                | Vundet    |
| 2011 | Ham selv                         | Billboard Music Awards          | Top Social Artist                             | Vundet    |
| 2011 | Ham selv                         | Billboard Music Awards          | Top Billboard 200 Artist                      | Nomineret |
| 2011 | Ham selv                         | Billboard Music Awards          | Top Streaming Artist                          | Vundet    |
| 2011 | Ham selv                         | Billboard Music Awards          | Top Digital Media Artist                      | Vundet    |
| 2011 | Ham selv                         | Billboard Music Awards          | Top Male Artist                               | Nomineret |
| 2011 | Ham selv                         | Billboard Music Awards          | Top Pop Artist                                | Nomineret |
| 2011 | My World 2.0                     | Billboard Music Awards          | Top Billboard 200 Album                       | Nomineret |
| 2011 | My World 2.0                     | Billboard Music Awards          | Top Pop Album                                 | Vundet    |
| 2011 | "Baby"                           | Billboard Music Awards          | Top Streaming Song (Video)                    | Vundet    |
| 2011 | "That Should Be Me"              | CMT Music Awards                | Collaborative Video of the Year               | Vundet    |
| 2011 | "Justin Bieber: Never Say Never" | MTV Movie Awards                | Best Jaw Dropping Moment                      | Vundet    |
| 2016 | Ham selv                         | Brit Awards                     | International Male Solo Artist                | Vundet    |
| 2016 | Ham selv                         | Juno Awards                     | Artist of the Year                            | Nomineret |
| 2016 | Ham selv                         | Juno Awards                     | Fan Choice Awards                             | Vundet    |
| 2016 | Purpose                          | Juno Awards                     | Album of the Year                             | Nomineret |
| 2016 | Purpose                          | Juno Awards                     | Pop Album of the Year                         | Vundet    |
| 2016 | "What Do You Mean?"              | Juno Awards                     | Single of the Year                            | Nomineret |